# Beaumont-lès-Valence
Beaumont-lès-Valence este o comună în departamentul Drôme din sud-estul Franței. În 2009 avea o populație de 3.803 de locuitori.

## Evoluția populației
| An        | 1975  | 1982  | 1990  | 1999  | 2006  | 2009  |
| --------- | ----- | ----- | ----- | ----- | ----- | ----- |
| Populație | 1.873 | 2.667 | 3.117 | 3.679 | 3.755 | 3.803 |